# Frederik Treschow til Torbenfeldt
 Der er flere personer med dette navn, se Frederik Treschow.
Frederik Treschow (født 23. december 1870 i London, død 11. november 1948 på Torbenfeldt) var en dansk godsejer og hofjægermester, bror til Harry Treschow.
Han var søn af Christian Rosenkilde Treschow og hustru, blev 1889 student fra Roskilde Skole og 1895 cand. jur. og samme år volontør på Merløse-Tuse Herreds kontor. Han var 1896 landvæsenselev og var fra samme år til 1905 forpagter af Orelund i Skamstrup Sogn, derefter fra 1905 til 1923 ejer af Torbenfeldt, som han omdøbte fra Frydendal. Fra 1905 tillige ejer af Mindet og Lisedal sammesteds samt af Ulviggård, Tømmerupgård og Mosegård i Undløse Sogn. Treschow blev 1908 hofjægermester og 5. november samme år Ridder af Dannebrog og 17. december 1930 Dannebrogsmand. 1905 blev han besidder af Det Treschow-Torbenfeldtske Fideikommis og 1926 af Det Ryan-Treschowske Fideikommis. Han var 1. bestyrelsesmedlem i De Ryanske Legater. Han var Ridder af Æreslegionen og Ridder af 1. klasse af Sankt Olavs Orden.
Treschow blev gift 1. gang 19. december 1896 på Frydendal (Torbenfeldt) med Olga Julie Georgine Uhlendorff (17. juli 1872 i København - ?), datter af buntmager Justus Christian Friedrich Uhlendorff og Caroline Wilhelmine Charlotte født Ludewig, men ægteskabet blev opløst 1916. 2. gang ægtede han 4. november 1926 i Garnisons Kirke Maren Kirstine Marie Carlsen (25. januar 1891 i Tolstrup, Øster Egesborg - ?), datter af landmand Hans Peter Carlsen og Ane Margrethe født Andersen.